# Kościół Przemienienia Pańskiego w Krasnopolu
Kościół Przemienienia Pańskiego w Krasnopolu – rzymskokatolicki kościół parafialny we wsi Krasnopol, w województwie podlaskim. Należy do dekanatu Sejny diecezji ełckiej.
Jest to kościół jednonawowy wybudowany w latach 1862–1864 z cegły i otynkowany, na planie prostokąta w stylu klasycystycznym. Budowla posiada pseudoportyk, nad fasadą dwukondygnacyjna wieża o wysokości 17 metrów. Długość świątyni – 32 metry, szerokość – 13 metrów. Strop zdobiony bogatą polichromią, w wyposażeniu zwraca uwagę neobarokowa chrzcielnica. W ołtarzu głównym jest umieszczony obraz Przemienienia Pańskiego z 1860 roku, a nad nim znajduje się posąg Chrystusa w koronie cierniowej. Z lewej i prawej strony są umieszczone posągi świętych Piotra i Pawła. Kościół posiada także dwa ołtarze boczne. W ołtarzu bocznym po lewej stronie znajduje się obraz „Zdjęcie z krzyża”, natomiast przy ołtarzu jest umieszczony posąg Matki Bożej. W ołtarzu bocznym po prawej stronie znajduje się obraz św. Antoniego z Dzieciątkiem Jezus, natomiast przy ołtarzu jest umieszczony posąg Pana Jezusa.

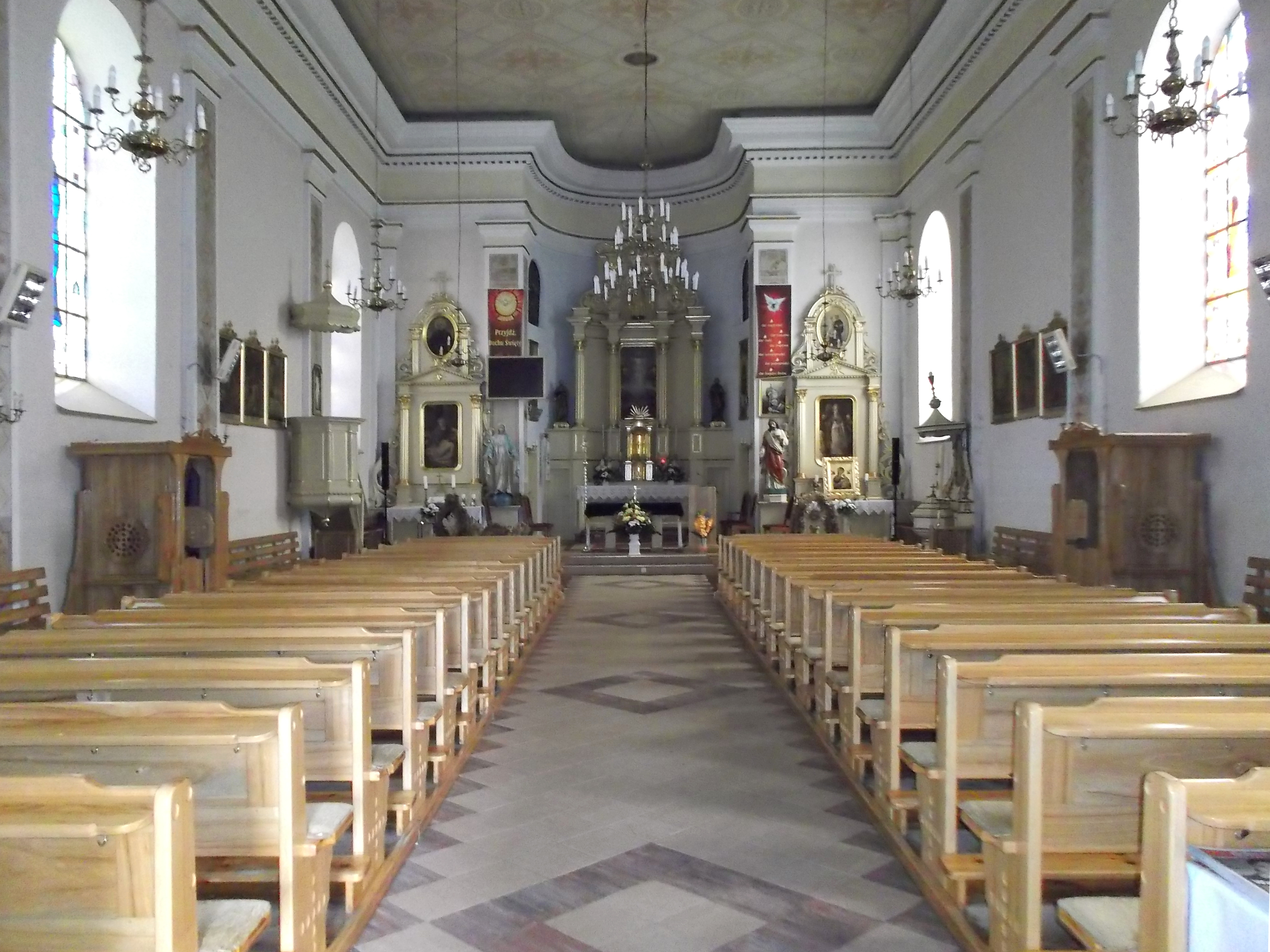
Wnętrze kościoła
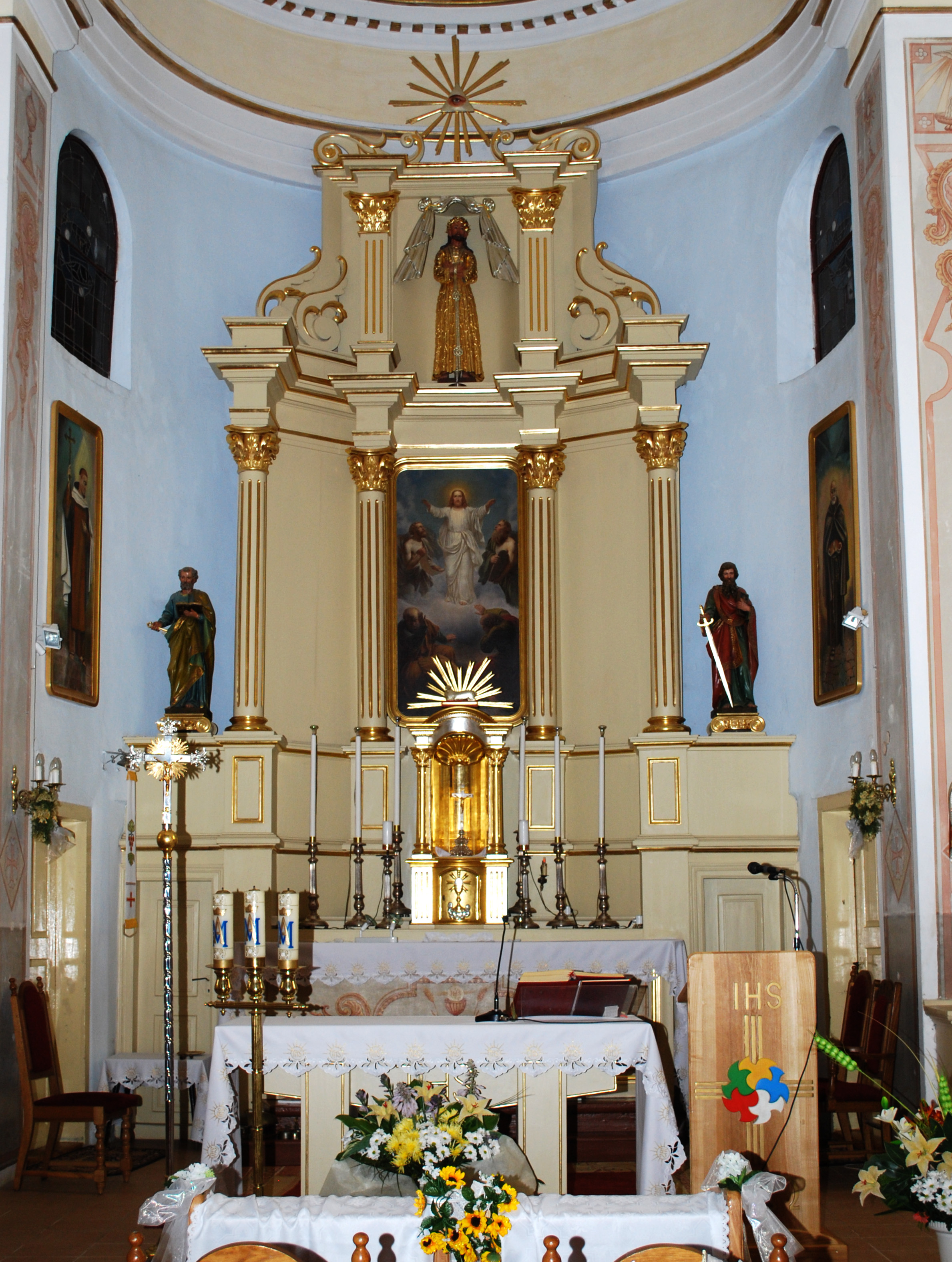
Ołtarz główny
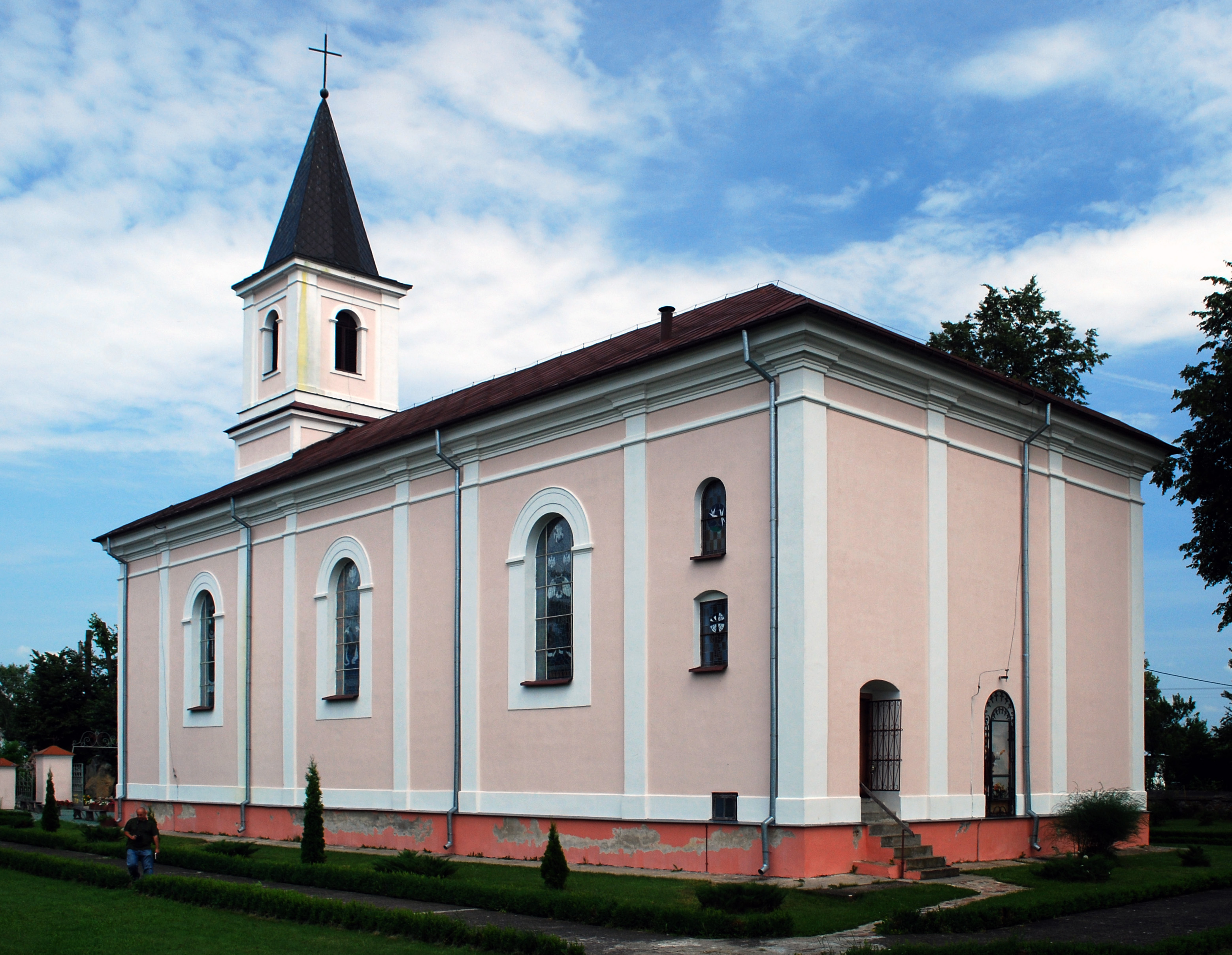
Widok kościoła od tyłu
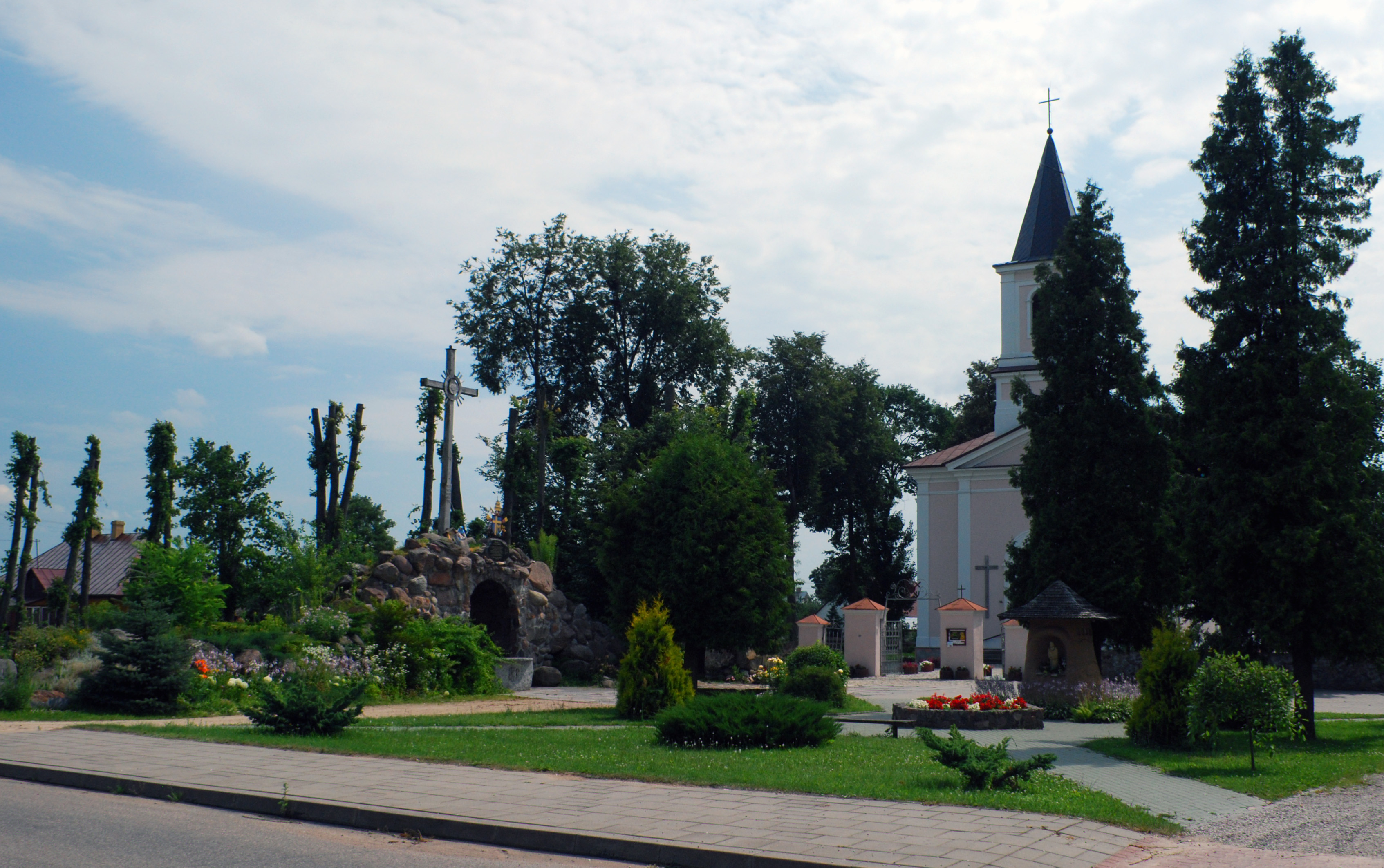
Skwer przed kościołem